# Cornell Borchers
Cornell Borchers de fapt "Gerlind Borchers" (n. 16 martie 1925, Šilutė⁠(d), Šilutė District Municipality⁠(d), Lituania – d. 12 mai 2014, München, Germania) este o actriță germană, care a jucat diferite roluri de filme cu succes și în Marea Britanie sau Hollywood. Ea a primit premiul BAFTA pentru cea mai bună actriță într-un rol principal.

## Filmograpfie
- Arzt ohne Gewissen (1959) .... Harriet Owen
- Flood Tide (1958) .... Anne Gordon
- Rot ist die Liebe (1957) .... Rosemarie
- Istanbul (1957) .... Stephanie Bauer/Karen Fielding
- The Dark Wave (1956) .... Herself
- Never Say Goodbye (1956) .... Lisa Gosting (also performer: "For the First Time")
- Oasis (1955) .... Karine Salstroem
- The Divided Heart (1954) .... Inga
- Maxie (1954) .... Nora, seine Frau
- Schule für Eheglück (1954) .... Regine
- Haus des Lebens (1952) .... Dr. Elisabeth Keller
- Abenteuer in Wien (1952) .... Karin Manelli
- Schwarze Augen (1951) .... Helene Samboni
- Das Ewige Spiel (1951) .... Marie Donatus
- Unvergängliches Licht (1951) .... Michèle Printemps
- Die Tödlichen Träume (1951) .... Angelika/Inez/Lisette/Maria
- Die Lüge (1950) .... Ellen, seine Tochter
- The Big Lift (1950) .... Frederica Burkhardt (also performer: "Vielleicht" and "In einem kleinen Café in Hernals")
- 0 Uhr 15, Zimmer 9 (1950) ....
- Absender unbekannt (1950) .... Dr. Elisabeth Markert
- Martina (1949) .... Irene
- Anonyme Briefe (1949) .... Cornelia